# Mistrovství světa juniorů v ledním hokeji 2004
Mistrovství světa juniorů v ledním hokeji 2004 (MSJ 2004) se hrálo od 26. prosince 2003 do 5. ledna 2004 v Helsinkách a Hämeenlinně, ve Finsku. Spojené státy americké vyhrály zlatou medaili, když porazily ve finále Kanadu 4-3.

## Elitní skupina

### Stadiony
| Helsinki                                     | Hämeenlinna                             |
| -------------------------------------------- | --------------------------------------- |
| Helsingin Jäähalli Kapacita: 8 200 17 zápasů | Ritari-areena Kapacita: 5 360 14 zápasů |
|                                              |                                         |

### Skupina A
| Tým          | Z | V | P | R | VG | IG | B |
| ------------ | - | - | - | - | -- | -- | - |
| 1. USA       | 4 | 4 | 0 | 0 | 21 | 4  | 8 |
| 2. Slovensko | 4 | 2 | 1 | 1 | 9  | 7  | 5 |
| 3. Rusko     | 4 | 2 | 1 | 1 | 11 | 10 | 5 |
| 4. Švédsko   | 4 | 1 | 3 | 0 | 13 | 10 | 2 |
| 5. Rakousko  | 4 | 0 | 4 | 0 | 1  | 24 | 0 |

| 26. prosince 2003 | Slovensko | 2–2 | Rusko | Hämeenlinna |
|                   | Slovensko |     | Rusko |             |

| Souhrn zápasu | Souhrn zápasu               | Souhrn zápasu | Souhrn zápasu                  | Souhrn zápasu |
| ------------- | --------------------------- | ------------- | ------------------------------ | ------------- |
|               | Štefan Ružička Martin Sagat |               | Alexandr Ovečkin Alexej Škotov |               |

| 26. prosince 2003 | Rakousko | 0–8 | USA | Hämeenlinna |
|                   | Rakousko |     | USA |             |

| Souhrn zápasu | Souhrn zápasu | Souhrn zápasu | Souhrn zápasu                                                                                    | Souhrn zápasu |
| ------------- | ------------- | ------------- | ------------------------------------------------------------------------------------------------ | ------------- |
|               |               |               | James Wisniewski Brett Sterling Zach Parise Ryan Kesler Patrick Eaves Zach Parise Brett Sterling |               |

| 26. prosince 2003 | Švédsko | 7–0 | Rakousko | Hämeenlinna |
|                   | Švédsko |     | Rakousko |             |

| Souhrn zápasu | Souhrn zápasu                                                                                   | Souhrn zápasu | Souhrn zápasu | Souhrn zápasu |
| ------------- | ----------------------------------------------------------------------------------------------- | ------------- | ------------- | ------------- |
|               | Patric Blomdahl Monir Kalgoum Pierre Johnsson Alexander Steen Nicklas Danielsson Johan Fransson |               |               |               |

| 28. prosince 2003 | Rusko | 5–3 | Švédsko | Helsinky |
|                   | Rusko |     | Švédsko |          |

| Souhrn zápasu | Souhrn zápasu                                                 | Souhrn zápasu | Souhrn zápasu                                | Souhrn zápasu |
| ------------- | ------------------------------------------------------------- | ------------- | -------------------------------------------- | ------------- |
|               | Alexandr Sjomin Alexandr Ovečkin Sergej Anšakov Alexej Škotov |               | Johan Andersson Monir Kalgoum Robert Nilsson |               |

| 28. prosince 2003 | USA | 5–0 | Slovensko | Hämeenlinna |
|                   | USA |     | Slovensko |             |

| Souhrn zápasu | Souhrn zápasu                                                                               | Souhrn zápasu | Souhrn zápasu | Souhrn zápasu |
| ------------- | ------------------------------------------------------------------------------------------- | ------------- | ------------- | ------------- |
|               | 8:05 David Booth 27:00 Brady Murray 44:32 Brady Murray 48:15 Ryan Kesler 50:23 Steve Werner |               |               |               |

| 29. prosince 2003 | Rakousko | 1–3 | Rusko | Hämeenlinna |
|                   | Rakousko |     | Rusko |             |

| Souhrn zápasu | Souhrn zápasu      | Souhrn zápasu | Souhrn zápasu                                                     | Souhrn zápasu |
| ------------- | ------------------ | ------------- | ----------------------------------------------------------------- | ------------- |
|               | 26:55 Thomas Vanek |               | 17:38 Sergej Anšakov 31:32 Jevgenij Malkin 53:14 Alexandr Ovečkin |               |

| 30. prosince 2003 | USA | 4–3 | Švédsko | Hämeenlinna |
|                   | USA |     | Švédsko |             |

| Souhrn zápasu | Souhrn zápasu                                                              | Souhrn zápasu | Souhrn zápasu                                                     | Souhrn zápasu |
| ------------- | -------------------------------------------------------------------------- | ------------- | ----------------------------------------------------------------- | ------------- |
|               | 5:26 Steve Werner 11:29 Matt Carle 33:21 Brett Sterling 48:42 Steve Werner |               | 25:34 Alexander Steen 35:22 Johan Fransson 47:25 Sebastian Meijer |               |

| 30. prosince 2003 | Slovensko | 6–0 | Rakousko | Hämeenlinna |
|                   | Slovensko |     | Rakousko |             |

| Souhrn zápasu | Souhrn zápasu | Souhrn zápasu | Souhrn zápasu | Souhrn zápasu |
| ------------- | --- | ------------- | ------------- | ------------- |
|               | 8:21 Andrej Meszároš 29:21 Štefan Ružička 29:29 Richard Stehlík 31:41 Štefan Ružička 33:49 Tomas Troliga 50:12 Rastislav Špirko |               |               |               |

| 31. prosince 2003 | USA | 4–1 | Rusko | Hämeenlinna |
|                   | USA |     | Rusko |             |

| Souhrn zápasu | Souhrn zápasu                                                                  | Souhrn zápasu | Souhrn zápasu | Souhrn zápasu |
| ------------- | ------------------------------------------------------------------------------ | ------------- | ------------- | ------------- |
|               | 9:45 Patrick O’Sullivan 18:48 Zach Parise 19:21 Steve Werner 35:57 Zach Parise |               | 50:45 Anšakov |               |

| 31. prosince 2003 | Švédsko | 0–1 | Slovensko | Hämeenlinna |
|                   | Švédsko |     | Slovensko |             |

| Souhrn zápasu | Souhrn zápasu | Souhrn zápasu | Souhrn zápasu         | Souhrn zápasu |
| ------------- | ------------- | ------------- | --------------------- | ------------- |
|               |               |               | 59:24 Branislav Fábry |               |

### Skupina B
| Tým          | Z | V | P | R | VG | IG | B |
| ------------ | - | - | - | - | -- | -- | - |
| 1. Kanada    | 4 | 4 | 0 | 0 | 25 | 4  | 8 |
| 2. Finsko    | 4 | 3 | 1 | 0 | 19 | 6  | 6 |
| 3. Česko     | 4 | 2 | 2 | 0 | 14 | 9  | 4 |
| 4. Švýcarsko | 4 | 1 | 3 | 0 | 14 | 11 | 2 |
| 5. Ukrajina  | 4 | 0 | 4 | 0 | 1  | 43 | 0 |

| 26. prosince 2003 | Česko | 8–0 | Ukrajina | Helsinky |
|                   | Česko |     | Ukrajina |          |

| Souhrn zápasu | Souhrn zápasu | Souhrn zápasu | Souhrn zápasu | Souhrn zápasu |
| ------------- | ------------- | ------------- | ------------- | ------------- |
|               | Nedostupné    |               |               |               |

| 26. prosince 2003 | Kanada | 3–0 | Finsko | Helsinky |
|                   | Kanada |     | Finsko |          |

| Souhrn zápasu | Souhrn zápasu                                                | Souhrn zápasu | Souhrn zápasu | Souhrn zápasu |
| ------------- | ------------------------------------------------------------ | ------------- | ------------- | ------------- |
|               | 15:52 Dion Phaneuf 32:41 Daniel Paille 44:27 Anthony Stewart |               |               |               |

| 26. prosince 2003 | Švýcarsko | 11–0 | Ukrajina | Helsinky |
|                   | Švýcarsko |      | Ukrajina |          |

| Souhrn zápasu | Souhrn zápasu | Souhrn zápasu | Souhrn zápasu | Souhrn zápasu |
| ------------- | ------------- | ------------- | ------------- | ------------- |
|               | Nedostupné    |               |               |               |

| 28. prosince 2003 | Kanada | 7–2 | Švýcarsko | Helsinky |
|                   | Kanada |     | Švýcarsko |          |

| Souhrn zápasu | Souhrn zápasu | Souhrn zápasu | Souhrn zápasu                                  | Souhrn zápasu |
| ------------- | --- | ------------- | ---------------------------------------------- | ------------- |
|               | 8:13 Mike Richards 10:46 Braydon Coburn 16:24 Ryan Getzlaf 23:35 Ryan Getzlaf 41:41 Anthony Stewart 52:57 Anthony Stewart 59:46 Sidney Crosby |               | 4:43 Lukas Grauwiler 43:09 Gianni Ehrensperger |               |

| 28. prosince 2003 | Finsko | 3–2 | Česko | Hämeenlinna |
|                   | Finsko |     | Česko |             |

| Souhrn zápasu | Souhrn zápasu                                                  | Souhrn zápasu | Souhrn zápasu                               | Souhrn zápasu |
| ------------- | -------------------------------------------------------------- | ------------- | ------------------------------------------- | ------------- |
|               | 39:32 Joni Töykkälä 40:17 Sami Lepistö 55:40 Valtteri Filppula |               | 12:36 Rostislav Olesz 17:42 Rostislav Olesz |               |

| 29. prosince 2003 | Ukrajina | 0–10 | Kanada | Helsinky |
|                   | Ukrajina |      | Kanada |          |

| Souhrn zápasu | Souhrn zápasu | Souhrn zápasu | Souhrn zápasu | Souhrn zápasu |
| ------------- | ------------- | ------------- | --- | ------------- |
|               |               |               | 0:33 Jeff Carter 1:17 Anthony Stewart 14:17 Brent Seabrook 3:10 Jeff Tambellini 8:25 Sidney Crosby 9:54 Nigel Dawes 12:05 Tim Brent 12:56 Nigel Dawes 17:12 Daniel Paille |               |

| 30. prosince 2003 | Švýcarsko | 1–2 | Česko | Helsinky |
|                   | Švýcarsko |     | Česko |          |

| Souhrn zápasu | Souhrn zápasu | Souhrn zápasu | Souhrn zápasu | Souhrn zápasu |
| ------------- | ------------- | ------------- | ------------- | ------------- |
|               | Nedostupné    |               | Nedostupné    |               |

| 30. prosince 2003 | Ukrajina | 1–14 | Finsko | Helsinky |
|                   | Ukrajina |      | Finsko |          |

| Souhrn zápasu | Souhrn zápasu       | Souhrn zápasu | Souhrn zápasu | Souhrn zápasu |
| ------------- | ------------------- | ------------- | --- | ------------- |
|               | 32:31 Olexij Lubnin |               | 5:50 Lauri Tukonen 11:13 Petri Kontiola 12:34 Sami Lepistö 18:16 Sami Lepistö 20:59 Jarkko Immonen 29:31 Janne Jalasvaara 38:56 Valtteri Filppula 39:13 Sami Lepistö 43:43 Anssi Salmela 48:59 Valtteri Filppula |               |

| 31. prosince 2003 | Česko | 2–5 | Kanada | Helsinky |
|                   | Česko |     | Kanada |          |

| Souhrn zápasu | Souhrn zápasu                            | Souhrn zápasu | Souhrn zápasu                                                                                 | Souhrn zápasu |
| ------------- | ---------------------------------------- | ------------- | --------------------------------------------------------------------------------------------- | ------------- |
|               | 34:47 Ctirad Ovčačík 50:18 Ladislav Šmíd |               | 6:53 Jeff Tambellini 16:01 Jeff Carter 19:30 Nigel Dawes 29:59 Dion Phaneuf 39:41 Jeff Carter |               |

| 31. prosince 2003 | Finsko | 2–0 | Švýcarsko | Helsinky |
|                   | Finsko |     | Švýcarsko |          |

| Souhrn zápasu | Souhrn zápasu | Souhrn zápasu | Souhrn zápasu | Souhrn zápasu |
| ------------- | ------------- | ------------- | ------------- | ------------- |
|               | Nedostupné    |               |               |               |

### Skupina o udržení
| Tým          | Z | V | P | R | VG | IG | B |
| ------------ | - | - | - | - | -- | -- | - |
| 7. Švédsko   | 3 | 3 | 0 | 0 | 15 | 3  | 6 |
| 8. Švýcarsko | 3 | 2 | 1 | 0 | 20 | 6  | 4 |
| 9. Rakousko  | 3 | 0 | 2 | 1 | 4  | 15 | 1 |
| 10. Ukrajina | 3 | 0 | 2 | 1 | 2  | 17 | 1 |

| 2. ledna 2004 | Švédsko | 4–0 | Ukrajina | Hämeenlinna |
|               | Švédsko |     | Ukrajina |             |

| Souhrn zápasu | Souhrn zápasu                                                                           | Souhrn zápasu | Souhrn zápasu | Souhrn zápasu |
| ------------- | --------------------------------------------------------------------------------------- | ------------- | ------------- | ------------- |
|               | 23:21 Sebastian Meijer 25:03 Robert Nilsson 39:28 Fredrik Johansson 51:30 Loui Eriksson |               |               |               |

| 2. ledna 2004 | Švýcarsko | 6–2 | Rakousko | Hämeenlinna |
|               | Švýcarsko |     | Rakousko |             |

| Souhrn zápasu | Souhrn zápasu | Souhrn zápasu | Souhrn zápasu | Souhrn zápasu |
| ------------- | ------------- | ------------- | ------------- | ------------- |
|               | Nedostupné    |               | Nedostupné    |               |

| 3. ledna 2004 | Rakousko | 2–2 | Ukrajina | Hämeenlinna |
|               | Rakousko |     | Ukrajina |             |

| Souhrn zápasu | Souhrn zápasu                         | Souhrn zápasu | Souhrn zápasu                            | Souhrn zápasu |
| ------------- | ------------------------------------- | ------------- | ---------------------------------------- | ------------- |
|               | 11:49 Thomas Vanek 24:24 Thomas Vanek |               | 3:39 Igor Šamanskij 55:10 Kyrylo Katrych |               |

| 3. ledna 2004 | Švédsko | 4–3 | Švýcarsko | Hämeenlinna |
|               | Švédsko |     | Švýcarsko |             |

| Souhrn zápasu | Souhrn zápasu | Souhrn zápasu | Souhrn zápasu | Souhrn zápasu |
| ------------- | ------------- | ------------- | ------------- | ------------- |
|               | Nedostupné    |               | Nedostupné    |               |

 Rakousko a  Ukrajina sestoupily do I. divize na Mistrovství světa juniorů v ledním hokeji 2005.

### Play-off

#### Čtvrtfinále
| 2. ledna 2004 | Slovensko | 2–4 | Česko | Helsinky |
|               | Slovensko |     | Česko |          |

| Souhrn zápasu | Souhrn zápasu                                | Souhrn zápasu | Souhrn zápasu                                                                     | Souhrn zápasu |
| ------------- | -------------------------------------------- | ------------- | --------------------------------------------------------------------------------- | ------------- |
|               | 2:22 Tomáš Pokrivčák (PH) 28:45 Ivan Baranka |               | 17:15 Tomáš Fleischmann 30:31 Ctirad Ovčačík 32:46 Jiří Hudler 36:57 Jakub Klepiš |               |

| 2. ledna 2004 | Finsko | 4–3 | Rusko | Helsinky |
|               | Finsko |     | Rusko |          |

| Souhrn zápasu | Souhrn zápasu                                                                             | Souhrn zápasu | Souhrn zápasu                                                   | Souhrn zápasu |
| ------------- | ----------------------------------------------------------------------------------------- | ------------- | --------------------------------------------------------------- | ------------- |
|               | 3:03 Joni Töykkälä 36:27 Masi Marjamäki (PH) 51:43 Masi Marjamäki 59:47 Valtteri Filppula |               | 3:33 Jurij Jermolin 30:32 Sergej Anšakov 49:15 Alexandr Ovečkin |               |

#### Semifinále
| 3. ledna 2004 | USA | 2–1 | Finsko | Helsinky |
|               | USA |     | Finsko |          |

| Souhrn zápasu | Souhrn zápasu                             | Souhrn zápasu | Souhrn zápasu          | Souhrn zápasu |
| ------------- | ----------------------------------------- | ------------- | ---------------------- | ------------- |
|               | 8:31 Steve Werner (OS) 54:07 Dan Fritsche |               | 59:01 Teemu Nurmi (PH) |               |

| 3. ledna 2004 | Kanada | 7–1 | Česko | Helsinky |
|               | Kanada |     | Česko |          |

| Souhrn zápasu | Souhrn zápasu | Souhrn zápasu | Souhrn zápasu           | Souhrn zápasu |
| ------------- | --- | ------------- | ----------------------- | ------------- |
|               | 1:23 Nigel Dawes 11:23 Daniel Paille 26:03 Jeff Carter (PH) 40:43 Jeff Carter (OS) 48:47 Mike Richards 52:21 Ryan Getzlaf 53:29 Brydon Coburn (PH) |               | 19:11 Ondřej Němec (PH) |               |

#### Zápas o 5. místo
| 4. ledna 2004 | Rusko | 3–2 | Slovensko | Helsinky |
|               | Rusko |     | Slovensko |          |

| Souhrn zápasu | Souhrn zápasu                                                            | Souhrn zápasu | Souhrn zápasu                                    | Souhrn zápasu |
| ------------- | ------------------------------------------------------------------------ | ------------- | ------------------------------------------------ | ------------- |
|               | 22:55 Dmitrij Kazjonov 23:58 Alexandr Sjomin 49:12 Alexandr Ovečkin (PH) |               | 38:19 Branislav Fábry (PH) 50:41 Branislav Fábry |               |

#### Zápas o bronz
| 5. ledna 2004 | Finsko | 2–1 | Česko | Helsinky |
|               | Finsko |     | Česko |          |

| Souhrn zápasu | Souhrn zápasu                        | Souhrn zápasu | Souhrn zápasu         | Souhrn zápasu |
| ------------- | ------------------------------------ | ------------- | --------------------- | ------------- |
|               | 52:01 Lauri Tukonen 56:12 Tommi Oksa |               | 32:07 Roman Vondráček |               |

#### Finále
| 5. ledna 2004 | USA | 4–3 | Kanada | Helsinky |
|               | USA |     | Kanada |          |

| Souhrn zápasu | Souhrn zápasu                                                                         | Souhrn zápasu | Souhrn zápasu                                            | Souhrn zápasu |
| ------------- | ------------------------------------------------------------------------------------- | ------------- | -------------------------------------------------------- | ------------- |
|               | 8:57 Dan Fritsche 44:39 Patrick O’Sullivan 46:58 Ryan Kesler 54:48 Patrick O’Sullivan |               | 3:25 Nigel Dawes 20:12 Nigel Dawes 32:56 Anthony Stewart |               |

### Nejproduktivnější hráči
|                   | G | A | B  |
| ----------------- | - | - | -- |
| Nigel Dawes       | 6 | 5 | 11 |
| Zach Parise       | 5 | 6 | 11 |
| Anthony Stewart   | 5 | 6 | 11 |
| Valtteri Filppula | 4 | 5 | 9  |
| Sami Lepistö      | 4 | 4 | 8  |

### Turnajová ocenění
|                            | Brankář    | Obránce      | Obránce      | Útočníci    | Útočníci          | Útočníci    |
| -------------------------- | ---------- | ------------ | ------------ | ----------- | ----------------- | ----------- |
| Ceny direktoriátu IIHF     | Al Montoya | Sami Lepistö | Sami Lepistö | Zach Parise | Zach Parise       | Zach Parise |
| All-Star Tým (podle médií) | Al Montoya | Dion Phaneuf | Sami Lepistö | Zach Parise | Valtteri Filppula | Jeff Carter |

## Soupisky nejlepších mužstev
USA
David Booth, Matthew Carle, Jake Dowell, Patrick Eaves, Dan Fritsche, Matt Hunwick, Ryan Kesler, Jeff Likens, Al Montoya, Greg Moore, Brady Murray, Patrick O’Sullivan, Zach Parise, Corey Potter, Danny Richmond, Drew Stafford, Brett Sterling, Mark Stuart, Ryan Suter, Dominic Vicari, Steve Werner, James Wisniewski
Trenér: Mike Eaves
  Kanada
Shawn Belle, Tim Brent, Brent Burns, Jeff Carter, Braydon Coburn, Jeremy Colliton, Sidney Crosby, Nigel Dawes, Stephen Dixon, Marc-André Fleury, Ryan Getzlaf, Josh Gorges, Josh Harding, Kevin Klein, Derek Meech, Daniel Paille, Dion Phaneuf, Mike Richards, Brent Seabrook, Anthony Stewart, Maxime Talbot, Jeff Tambellini
Trenér: Mario Durocher
  Finsko
Sean Bergenheim, Valtteri Filppula, Jarkko Immonen, Janne Jalasvaara, Jyri Junnila, Mikko Kalteva, Kevin Kantee, Petri Kontiola, Oskari Korpikari, Sami Lepistö, Masi Marjamäki, Petteri Nokelainen, Teemu Nurmi, Tommi Oksa, Lennart Petrell, Arsi Piispanen, Anssi Salmela, Hannu Toivonen, Joni Töykkälä, Lauri Tukonen, Ville Varakas, Mikael Vuorio
Trenér: Hannu Aravirta
 Česko
Marek Schwarz, Tomáš Pöpperle – Ondřej Němec (2), Martin Vágner, Ctirad Ovčačík (2), Michal Barinka (1), Marek Chvátal, Tomáš Linhart, Ladislav Šmíd (1) – Jiří Hudler (2), Rostislav Olesz (3), Petr Kanko (1), Tomáš Fleischmann (2), Jakub Koreis, Kamil Kreps, Lukáš Kašpar, Roman Vondráček (1), Jakub Klepiš (2), Vojtěch Polák (1), Jakub Šindel, Karel Hromas (1), Radim Hruška (1).
 Trenéři: Alois Hadamczik a Mojmír Trličík

## Výsledky I. divize
Mistrovství I. divize bylo hráno od 14. prosince do 20. prosince 2003 v Berlíně, v Německu (skupina A) a od 13. prosince do 19. prosince 2003 v Briançonu, ve Francii (skupina B).

### Skupina A
| Tým           | Z | V | P | R | VG | IG | B |
| ------------- | - | - | - | - | -- | -- | - |
| 1. Německo    | 5 | 3 | 0 | 2 | 29 | 10 | 8 |
| 2. Dánsko     | 5 | 3 | 1 | 1 | 23 | 16 | 7 |
| 3. Slovinsko  | 5 | 3 | 2 | 0 | 18 | 19 | 6 |
| 4. Lotyšsko   | 5 | 2 | 1 | 2 | 35 | 19 | 6 |
| 5. Kazachstán | 5 | 1 | 3 | 1 | 16 | 19 | 3 |
| 6. Maďarsko   | 5 | 0 | 5 | 0 | 8  | 46 | 0 |

### Skupina B
| Tým          | Z | V | P | R | VG | IG | B  |
| ------------ | - | - | - | - | -- | -- | -- |
| 1. Bělorusko | 5 | 5 | 0 | 0 | 34 | 11 | 10 |
| 2. Norsko    | 5 | 3 | 2 | 0 | 21 | 10 | 6  |
| 3. Francie   | 5 | 3 | 2 | 0 | 22 | 16 | 6  |
| 4. Itálie    | 5 | 3 | 2 | 0 | 15 | 18 | 6  |
| 5. Estonsko  | 5 | 1 | 4 | 0 | 9  | 33 | 2  |
| 6. Japonsko  | 5 | 0 | 5 | 0 | 9  | 22 | 0  |

 Německo a  Bělorusko postoupily na Mistrovství světa juniorů v ledním hokeji 2005,  Maďarsko a  Japonsko sestoupily do II. divize Mistrovství světa juniorů v ledním hokeji 2005.

## Výsledky II. divize
Mistrovství II. divize bylo hráno od 28. prosince 2003 do 3. ledna 2004 v Sosnovci, v Polsku (Skupina A) a od 5. ledna do 11. ledna 2004 v Kaunasu a v Elektrėnai, v Litvě (Skupina B).

### Skupina A
| Tým           | Z | V | P | R | VG | IG | B  |
| ------------- | - | - | - | - | -- | -- | -- |
| 1. Polsko     | 5 | 5 | 0 | 0 | 59 | 4  | 10 |
| 2. Rumunsko   | 5 | 3 | 1 | 1 | 44 | 16 | 7  |
| 3. Nizozemsko | 5 | 3 | 2 | 0 | 32 | 19 | 6  |
| 4. Španělsko  | 5 | 2 | 2 | 1 | 21 | 32 | 5  |
| 5. Belgie     | 5 | 1 | 4 | 0 | 16 | 31 | 2  |
| 6. Island     | 5 | 0 | 5 | 0 | 10 | 80 | 0  |

### Skupina B
| Tým                    | Z | V | P | R | VG | IG | B  |
| ---------------------- | - | - | - | - | -- | -- | -- |
| 1. Velká Británie      | 5 | 5 | 0 | 0 | 38 | 5  | 10 |
| 2. Jižní Korea         | 5 | 4 | 1 | 0 | 45 | 7  | 8  |
| 3. Chorvatsko          | 5 | 2 | 3 | 0 | 18 | 18 | 4  |
| 4. Srbsko a Černá Hora | 5 | 2 | 3 | 0 | 15 | 21 | 4  |
| 5. Litva               | 5 | 2 | 3 | 0 | 12 | 25 | 4  |
| 6. JAR                 | 5 | 0 | 5 | 0 | 4  | 56 | 0  |

 Polsko a  Velká Británie postoupily do I. divize Mistrovství světa juniorů v ledním hokeji 2005,  Island a  JAR sestoupily do III. divize Mistrovství světa juniorů v ledním hokeji 2005

## Výsledky III. divize
Mistrovství III. divize bylo hráno od 5. ledna do 11. ledna 2004 v Sofii, v Bulharsku.
| Tým            | Z | V | P | R | VG | IG | B  |
| -------------- | - | - | - | - | -- | -- | -- |
| 1. Austrálie   | 5 | 5 | 0 | 0 | 42 | 13 | 10 |
| 2. Čína        | 5 | 4 | 1 | 0 | 41 | 20 | 8  |
| 3. Mexiko      | 5 | 3 | 2 | 0 | 25 | 16 | 6  |
| 4. Turecko     | 5 | 1 | 4 | 0 | 10 | 38 | 2  |
| 5. Bulharsko   | 5 | 1 | 4 | 0 | 13 | 34 | 2  |
| 6. Nový Zéland | 5 | 1 | 4 | 0 | 10 | 30 | 2  |

 Austrálie a  Čína postoupily do II. divize Mistrovství světa juniorů v ledním hokeji 2005